# Ardisia missionis
Ardisia missionis är en viveväxtart som beskrevs av Nathaniel Wallich. Ardisia missionis ingår i släktet Ardisia och familjen viveväxter. Inga underarter finns listade i Catalogue of Life.